# Coreia do Norte nos Jogos Olímpicos de Verão de 1980
A Coreia do Norte competiu nos Jogos Olímpicos de Verão de 1980, realizados em Moscou, União Soviética.